# Eublemma
Eublemma é um gênero de traça pertencente à família Arctiidae.